# Pedro Gálvez (escritor)
Pedro Gálvez Ruiz (Málaga, 1940 - 2023) es un antropólogo, sociólogo, periodista, traductor y escritor español, nieto del bohemio poeta Pedro Luis de Gálvez, fusilado en 1940.

## Biografía
Hijo de emigrados republicanos españoles a causa de la Guerra Civil, como cuenta en sus memorias, Desarraigo (2001), partió con su familia en 1950 a Venezuela y allí se afilió al Partido Comunista de Venezuela. Estudió antropología en la Universidad de Caracas y Economía en la Escuela Superior de Berlín; en Munich estudió además politología, periodismo y sociología. Con ideas afines a las de la guerrilla, Gálvez tuvo que abandonar Venezuela y en 1962 se instaló en la antigua República Democrática Alemana (RDA), donde ingresó en el Partido Comunista de España (PCE) y llegó a ser traductor del entonces jefe del estado germano-oriental Walter Ulbricht.
En 1971, Gálvez huyó a la Alemania occidental y en 1975 se trasladó a España para regresar a Alemania en 2005. El 10 de enero de 2011 fue apuñalado en Munich, donde residía, tres veces en el estómago, una en la espalda y otra el cuello, pero sobrevivió.
Colaboró con diversos medios escritos, tradujo el Libro de las ninfas, los silfos, los pigmeos, las salamandras y los demás espíritus de Paracelso, los Cuentos de Jacob Grimm (1976), los Diarios de Thomas Mann (dos vols, 1986 y 1987), el Fausto de Goethe (Barcelona: Bruguera, 1984), El manipulador de Frederick Forsyth (Barcelona: Plaza & Janés, 1991) entre otros thrillers de, por ejemplo, Robert Ludlum, Larry Collins, Phillip Vandenberg y Joseph Finder, así como obras de Heine, Meyrink, Enzensberger y otros.
Últimamente dedicó su carrera literaria al género de la novela histórica; aparte de otras obras, como Hypatia, la mujer que amó la ciencia, que fue adaptada al cine por Alejandro Amenábar con el título de Ágora (2009), completó una trilogía sobre el emperador Nerón: La emperatriz de Roma (2009), sobre su madre Agripina la Menor; El maestro del emperador (2000), centrada en su preceptor Séneca, y Nerón, diario de un emperador (2009), donde analiza el reinado del hijo de Agripina.

## Obras
- Historia de una hormiga, 1978. Se reimprimió con el título de La hormiga (Barcelona: Ultramar, 1989).
- El maestro del emperador, 2000
- Nerón, diario de un emperador, 2000
- Desarraigo. Memorias de un hijo de los vencidos, 2001
- Hypatia, la mujer que amó la ciencia, 2004, adaptada al cine por Alejandro Amenábar con el título de Ágora (2009)
- El duende, Barcelona: Obelisco, 1989.
- La emperatriz de Roma, 2009.